# Rábita Califal de las Dunas de Guardamar

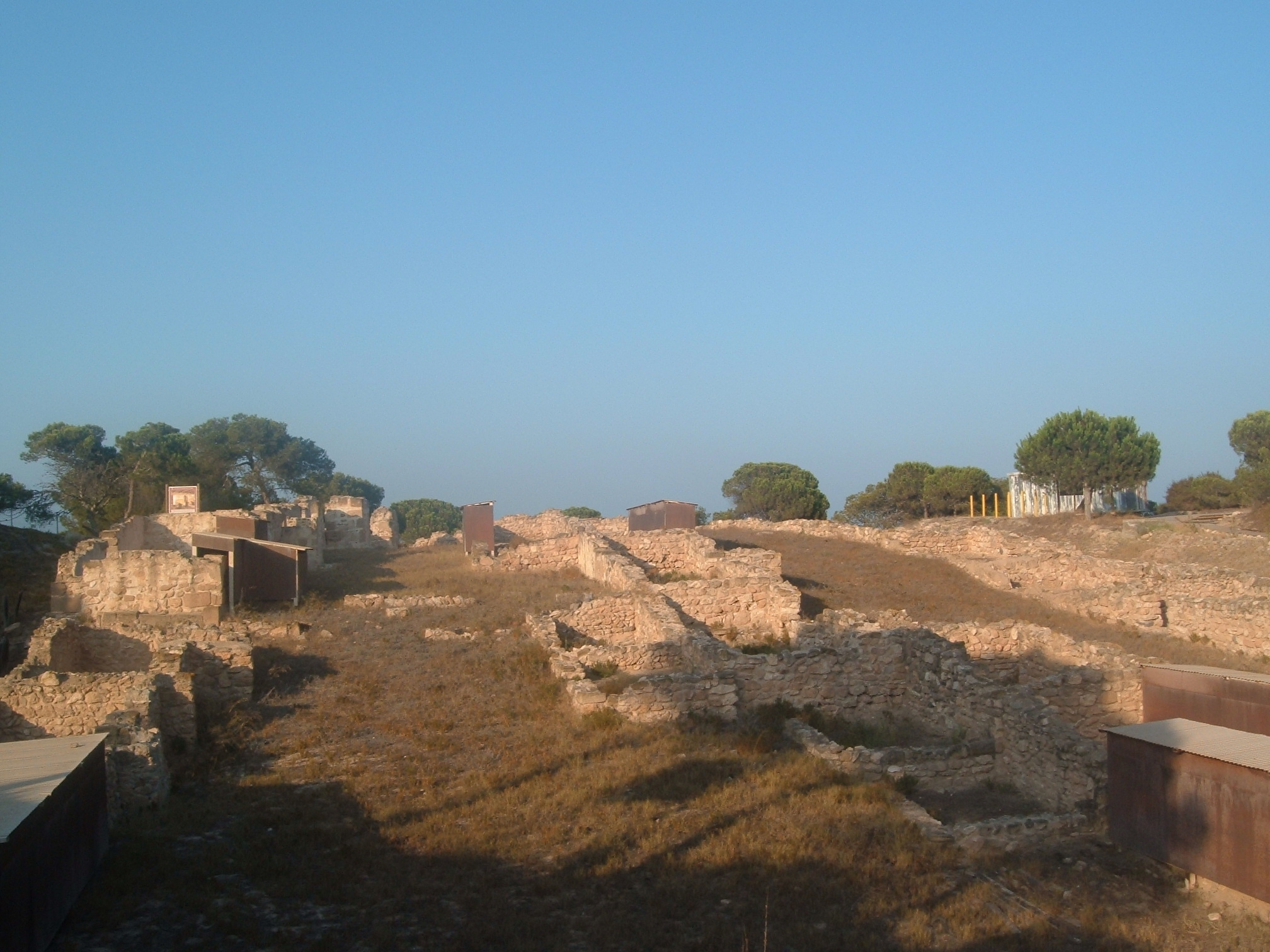
Vista general de la rábita

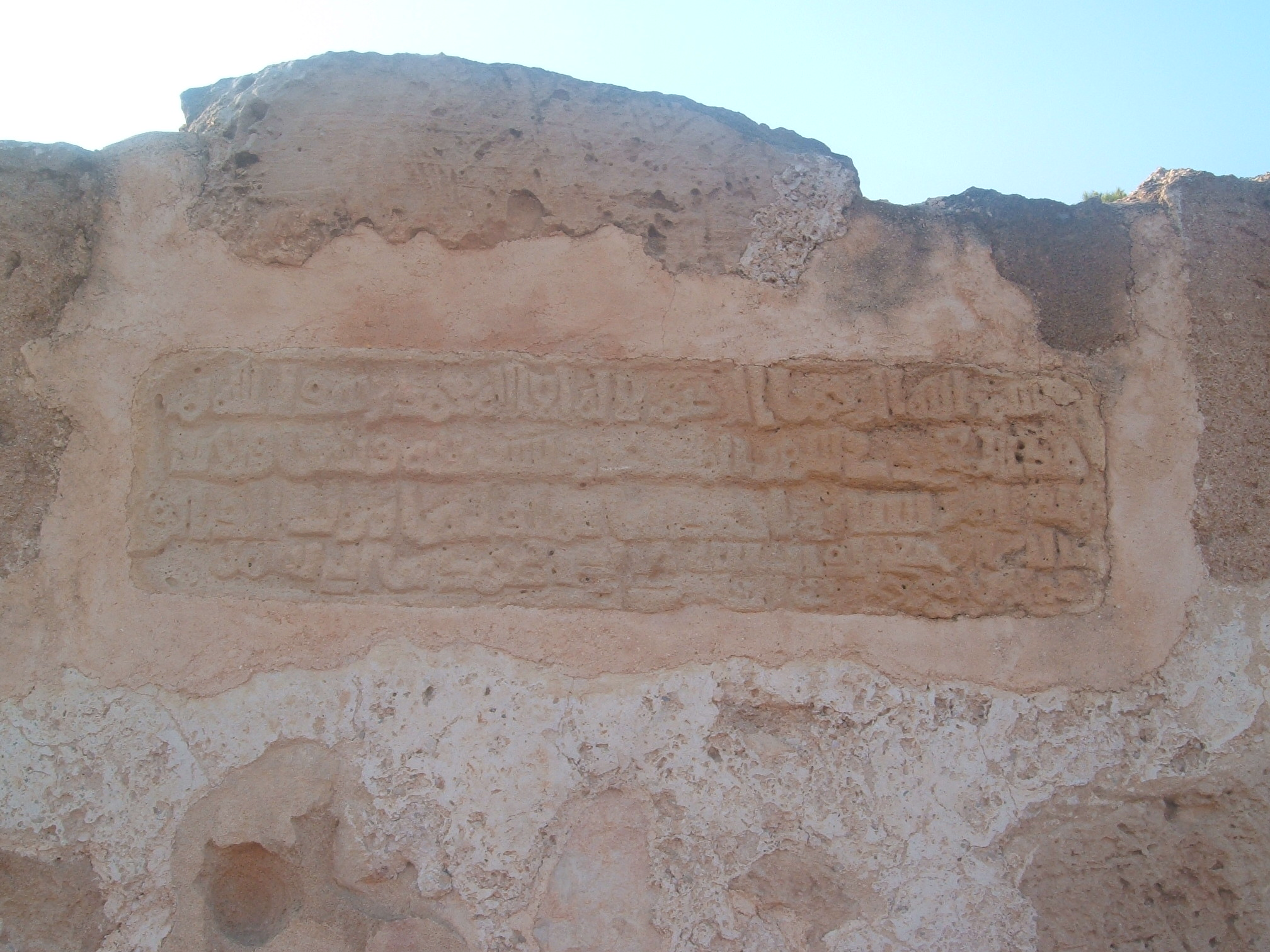
Lápida con la inscripción árabe hallada en 1897

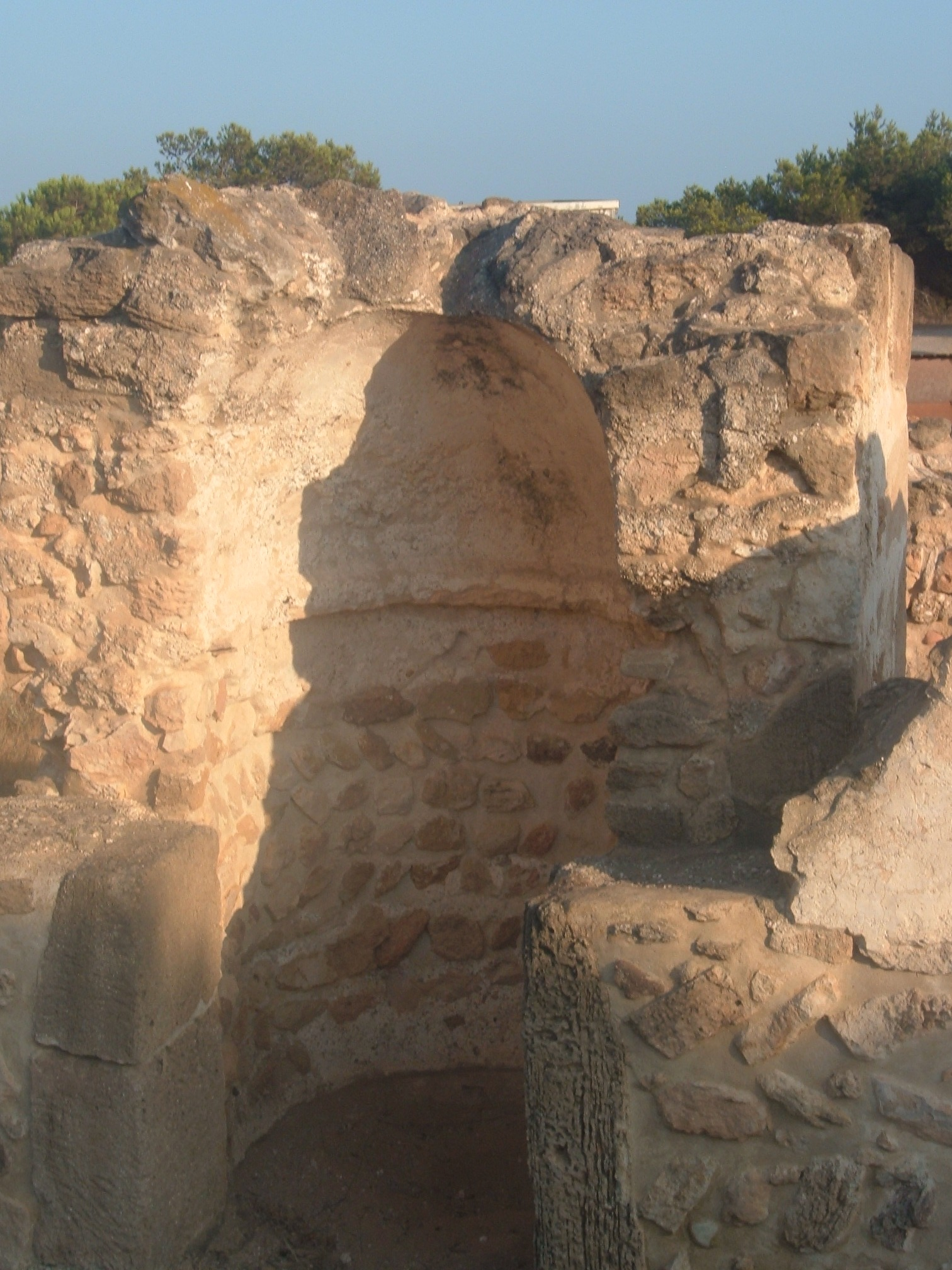
Mihrab del cuarto de oraciones de la rábita

El yacimiento arqueológico de la Rábida Califal de las Dunas de Guardamar del Segura (Alicante, España) data del siglo X. Se encuentra en la margen derecha de la desembocadura del río Segura, a un kilómetro al norte de Guardamar del Segura, en la parte más alta del cordón litoral de dunas, que se extienden desde La Marina hasta Torrevieja.

## Descubrimiento
Las excavaciones en la rábida comenzaron en el mes de diciembre del año 1984, con la intención de encontrar el edificio de donde provenía una lápida, aparecida en 1897 y cuya traducción es la siguiente:

"En el nombre de Alá, el Clemente, el Misericordioso No (hay) Dios, sino Alá: Mahoma es el enviado de Alá, se concluye esta mezquita en el mes de Almoharren el año tres y treinta s, trescientos: mandó construirla Ahmed hijo de Bohlul hijo de la hija de Alwatsecbilá, el que busca la recompensa de Alá (lo hizo) con auxilio de Mohammad hijo de Abusalema: ¿obra de Aben Morra cha?... el constructor".

## Historia
Los orígenes de esta rábida, según los datos aportados por la excavación, corresponden a los restos del muro de una «musalla» levantado en la parte más alta del yacimiento arqueológico en una fecha encuadrable a finales del siglo IX. En la segunda mitad del siglo siguiente, cuando Abderramán III consiguió pacificar el país y reestructurar administrativamente todo el territorio del Sharq Al-Ándalus (región oriental de Al-Ándalus), comienza a desarrollar una política encaminada a controlar y defender la costa mediterránea ante las posibles penetraciones ideológicas políticas de los Fatimíes de Egipto y para ello, determina el levantar una serie de rábidas, de las que se conocen la de Almería y la de Tortosa; en este ámbito es donde se sitúa la construcción de la mezquita que porta la lápida y que, en cierto modo, nos constata la nueva función del yacimiento: a partir de este momento, el solar de la antigua "musalla" se transformará en una rábida.

## Características
El monasterio está formado por un excepcional complejo arquitectónico de celdas-oratorio separadas por calles o espacios abiertos, en cuyo interior una comunidad de musulmanes dedicaba su vida al retiro espiritual.
Abundan los objetos relacionados con las actividades cotidianas: los candiles para la iluminación, las marmitas para cocinar, los jarros, etc. Sobresale un conjunto de grafitos sobre las paredes de alguna celda, producto de las visitas de peregrinos al monasterio.

## Conclusiones
El hallazgo es de un gran valor científico, pues en España es la primera rábida que se descubre, así como es la primera vez que se puede estudiar arqueológicamente un edificio de estas características.
El interés de este descubrimiento traspasa las fronteras de la España islámica, ya que junto al ribat de Susa en Túnez, fundado por los Aglabíes en el año 821, y muy restaurado posteriormente, son las rábidas conservadas más antiguas del Occidente Islámico.